# Symmacra genuflexus
Symmacra genuflexus là một loài bướm đêm trong họ Geometridae.